# Pimoa gandhii
Pimoa gandhii är en spindelart som beskrevs av Gustavo Hormiga 1994. Pimoa gandhii ingår i släktet Pimoa och familjen Pimoidae. Inga underarter finns listade i Catalogue of Life.